# بنغاس حجري الفم
بنغاس حجري الفم (الاسم العلمي:Pangasius lithostoma ) هو نوع من الأسماك يتبع جنس البنغاس من فصيلة سلور القرش.